# 블리치 (영화)
《블리치》(일본어: ブリーチ)는 2018년 공개된 일본의 판타지 액션 영화로, 쿠보 타이토의 소년만화 《블리치》를 실사영화화한 것이다. 워너브라더스가 제작하고 사토 신스케가 감독을, 후쿠시 소타가 주인공 쿠로사키 이치고 역을 맡았다.
배우 마시 오카가 피터 시걸 감독의 제작사 캘러헨 필름워크의 영화화의 이야기를 들여와 2012년 2월에는 워너 브라더스가 영화 판권을 구입한 것으로 전해졌다.  각본 댄 마조가 담당하고 오카는 프로듀싱을 맡고 있다는 보도도 있었지만, 기획은 무산되었다. 앞서 서술한 영화 판권을 취득한 워너 본사가 워너 브라더스 재팬의 코이와이 히로요시에 〈방화의 제작〉을 제안했고, 결국 사토 신스케 감독과 후쿠시 소타 주연으로 〈사신 대행 편〉을 기반으로 실사 영화화가 결정되었다. 2018년 7월 20일에 개봉되었다.
공개 전에 홍보 등에서는 〈BLEACH〉의 제목이지만, 엔딩 이전 게시된 제목은 〈BLEACH 사신 대행 편〉.

## 줄거리
어느 비오는 날, 어린 쿠로사키 이치고는 어머니와 함께 길을 가던 중 어떤 소녀가 비를 맞고 있는 것을 발견한다. 우산을 씌워주기 위해 소녀에게 다가가자 소녀가 이치고를 돌아보았고, 정신을 차리고 보니 어머니가 자신을 껴안고 죽어 있었다.
현재, 쿠로사키 이치고는 어려서부터 혼령을 보는 힘이 있었고, 구천을 떠도는 혼령들을 지키면서 방탕한 고등학교 생활을 이어갔다. 어머니 마사키가 죽은 후 쿠로사키 일가는 아버지와 이치고, 그리고 여동생 둘이서 지냈다. 어느 날 밤 이치고의 방에서 기모노를 입고 큰 칼을 찬 여자가 갑자기 나타난다. 자신이 보이느냐고 놀라는 여자에게 이치고는 또 다른 혼령인 줄 알고 내쫓으려 하지만, 그녀는 자신을 사신인 쿠치키 루키아라고 밝히며 혼령을 '소울 소사이어티'로 보내는 역할을 하고 있다고 말한다. 그때, 혼령이 타락해 괴물로 변한 '호로'가 나타나 이치고의 여동생 유즈를 붙잡아 간다. 루키아는 이 호로가 이치고의 높은 '영압'을 느끼고 나타난 것이라고 말한다. 루키아가 칼을 꺼내 호로와 싸우지만 큰 부상을 입고 만다. 이에 루키아는 이치고에게, 호로를 없애기 위해서는 이치고가 사신이 되는 수밖에 없다고 말한다. 이치고는 가족을 구하기 위해 루키아의 부탁을 받아들여 사신으로 각성하고 호로를 쓰러뜨린다.
다음날 호로 사건은 트럭이 이치고네 집을 들이박은 것으로 기억되고 있었다. 이치고가 학교에 가보니 루키아는 전학생이 되어 나타난다. 루키아는 이치고로부터 사신의 힘을 돌려받으려 하지만, 이치고의 영압이 낮아진 상태여서 실패한다. 루키아가 소울 소사이어티로 돌아가기 위해서는 이치고를 훈련시켜 영압을 높여야 했다. 한편 소울 소사이어티에서, 루키아의 오빠 뱌쿠야는 루키아가 사신의 힘을 잃었음을 감지하고 부하인 아바라이 렌지를 현세에 보낸다. 렌지는 이치고 앞에 나타나 루키아를 데려가려 하나, 어디선가 날아온 화살 때문에 퇴각한다. 다음날 학교에서 이치고는 반 친구였던 이시다 우류가 그 화살을 쏜 사람이며, 사신을 적대하는 일명 퀸시라는 사실을 알게 된다. 우류는 마을에 호로들을 불러들여 이치고와 누가 더 많이 잡는지 대결을 하자고 한다. 이치고는 루키아와 힘을 합쳐 호로 한 마리를 처치하지만, 렌지와 뱌쿠야가 나타나 이치고를 압도하고 루키아를 다시 데려가서 사신의 힘을 인간에게 넘긴 죄로 재판을 받게 하려 한다. 루키아는 오빠의 명령을 받들려 하나 이치고가 반대하여, 악명 높은 호로 '그랜드 피셔'를 잡아 자신의 영압을 높일 때까지만 기다려 달라고 한다.
그랜드 피셔는 바로 어릴 적 이치고를 홀리고 어머니를 죽게 만들었던 유령 소녀였다. 이에 사명감을 느낀 이치고는 수련을 거듭하여 비로소 사신의 힘을 다룰 수 있게 된다. 이치고네 가족이 어머니의 성묘를 하러 가던 날, 그랜드 피셔가 나타나고 시내가 아수라장이 된다. 이치고는 친구들과 우류의 도움을 받아 그랜드 피셔를 쓰러뜨리는 데 성공한다. 그러나 렌지가 다시 나타나서, 우류를 찌르고 이치고를 죽이려 든다. 이치고는 사투 끝에 렌지를 압도하지만, 뒤이어 나타난 뱌쿠야의 힘에 단칼에 쓰러지고 만다. 그러나 이치고는 필사적으로 뱌쿠야를 막아 서려고 들었고, 이에 루키아가 이치고를 지키기 위해 결국 뱌쿠야의 명령을 받들기로 한다. 루키아는 이치고로부터 사신의 힘을 넘겨 받고 이치고는 루키아와 사신에 대한 모든 기억을 잃는다.
다음날 시내의 호로 사건은 태풍이 휘몰아친 것으로 기억되고, 이치고는 아무것도 기억하지 못한다. 그러나 루키아와의 기억이 담긴 교과서를 보고 희미하게 기억을 떠올린다.

## 출연진과 외국어 성우진
| 배역              | 배우            | 한국어 성우 | 영어 성우          |
| ----------------- | --------------- | ----------- | ------------------ |
| 쿠로사키 이치고   | 후쿠시 소타     | 신용우      | 조니 용 보시       |
| 쿠치키 루키아     | 스기사키 하나   | 이현진      | 커샌드라 모리스    |
| 이시다 우류       | 요시자와 료     | 임채헌      | 데릭 스티븐 프린스 |
| 이노우에 오리히메 | 마노 에리나     | 정소영      | 스테퍼니 셰이      |
| 사도 야스토라     | 코야나기 유     | 시영준      | 카이지 탕          |
| 아바라이 렌지     | 사오토메 타이치 | 장민혁      | 리처드 칸시노      |
| 쿠치키 뱌쿠야     | MIYAVI          | 양석정      | 그레그 천          |
| 쿠로사키 마사키   | 나가사와 마사미 |             |                    |
| 쿠로사키 잇신     | 에구치 요스케   | 최지훈      | 키스 실버스틴      |
| 우라하라 키스케   | 다나베 세이치   | 최한        | 더그 어홀츠        |
| 아사노 케이고     | 야마다 히로토   |             | 카이지 탕          |
| 아리사와 타츠키   | 이토 리사코     |             | 에리카 이시이      |
| 쿠로사키 유즈     | 히라사와 코코로 |             | 재니스 가와에      |
| 쿠로사키 카린     | 안도 미유       |             | 재니스 가와에      |
| 요쇼키노 이치고   | 타카무라 카이토 |             |                    |

## 음악
- 주제가: ALEXANDROS - 〈Mosquito Bite〉 (UNIVERSAL J / RX-RECORDS)
- 삽입곡: ALEXANDROS - 〈MILK〉 (UNIVERSAL J / RX-RECORDS)